# Moyie Springs
La ville américaine de Moyie Springs est située dans le comté de Boundary, dans l’État de l’Idaho. Sa population s’élevait à 718 habitants lors du recensement de 2010, estimée à 742 habitants en 2016.

## Démographie
| Groupe            | Moyie Springs | Idaho | États-Unis |
| ----------------- | ------------- | ----- | ---------- |
| Blancs            | 93,6          | 89,1  | 72,4       |
| Métis             | 3,1           | 2,5   | 2,9        |
| Autres            | 1,7           | 5,3   | 6,4        |
| Afro-Américains   | 0,8           | 0,6   | 12,6       |
| Amérindiens       | 0,7           | 1,4   | 0,9        |
| Asiatiques        | 0,1           | 1,2   | 4,8        |
| Total             | 100           | 100   | 100        |
|                   |               |       |            |
| Latino-Américains | 7,7           | 11,2  | 16,7       |

Selon l'American Community Survey pour la période 2010-2014, 95,55 % de la population âgée de plus de 5 ans déclare parler l'anglais à la maison, 3,26 % déclare parler l'espagnol et 1,19 % une autre langue.

## Source
- (en) Cet article est partiellement ou en totalité issu de l’article de Wikipédia en anglais intitulé « Moyie Springs, Idaho » (voir la liste des auteurs).

1. ↑  (en) « Population of Idaho - Census 2010 and 2000 », sur censusviewer.com (consulté le 2 mars 2016).
2. ↑  (en) « Moyie Springs, ID Population - Census 2010 and 2000 Interactive Map, Demographics, Statistics, Quick Facts - CensusViewer », sur censusviewer.com (consulté le 2 août 2018).
3. ↑  (en) « Language spoken at home by ability to speak english for the population 5 years and over. Universe: Population 5 years and over. 2010-2014 American Community Survey 5-Year Estimates », sur factfinder.census.gov.